# The Visitation (Doctor Who)
Pour les articles homonymes, voir The Visitation.
The Visitation (La Visite) est le cent-dix-neuvième épisode de la première série de la série télévisée britannique de science-fiction Doctor Who. Cet épisode fut originellement diffusé sur la BBC en quatre parties du 15 au 23 février 1982.

## Accroche
Le Docteur et ses compagnons se retrouvent dans l'Angleterre du XVIIe, peu de temps après l'atterrissage de curieux extra-terrestres reptiliens. Aidés d'un comédien itinérant, ils mènent l'enquête.

## Distribution
- Peter Davison — Le Docteur
- Matthew Waterhouse — Adric
- Sarah Sutton — Nyssa
- Janet Fielding — Tegan Jovanka
- Michael Robbins — Richard Mace
- Michael Melia — Chef Terileptil
- Peter Van Dissel — L'androide
- James Charlton — Le Meunier
- Neil West — Le Braconnier
- Eric Dodson — Le Chef
- John Savident (en) — Le chevalier
- Anthony Calf — Charles
- John Baker — Ralph
- Valerie Fyfer — Elizabeth
- Richard Hampton — Villageois

## Résumé
Alors qu'il vient de quitter Deva Loka, le Docteur tente de ramener Tegan à l'aéroport d'Heathrow. Si la position est exacte, le Docteur semble avoir atterri 300 ans trop tôt. Partis explorer l'extérieur, le Docteur et ses compagnons se font attaquer par des villageois locaux et trouvent asile auprès de Richard Mace, un comédien itinérant et spadassin local. Celui-ci explique que les villageois ont peur d'une peste qui semble sévir depuis qu'une comète est tombée il y a peu de temps et il a trouvé un collier dont le métal ne semble pas provenir de la Terre. Le Docteur pense qu'il s'agissait d'un vaisseau extra-terrestre et tente d'enquêter dans le bar local. Là, ils y trouvent des traces de batailles provoquées par des armes extra-terrestres ainsi qu'un passage secret. Là, ils y rencontrent un androïde qui réussit à piéger Adric et Tegan.
Le Docteur, Nyssa et Richard s'enfuient dans la forêt et trouvent un vaisseau Terileptil échoué. Ils se font assiéger par des villageois qui semblent envoutés par le même collier que Richard avait trouvé auparavant. Ils parviennent à s'enfuir et pendant que Nyssa rejoint le TARDIS pour y faire des analyses, Richard et le Docteur s'aventurent près du moulin où ils sont capturés par des villageois qui les prennent pour des infectés et tentent de les tuer. Ils sont alors sauvés par le chef du village, qui fait partie des hommes contrôlés par le Terileptil et capturés.
Pendant ce temps, Tegan et Adric sont interrogés par un Terileptil. Adric parvient à s'enfuir et à rejoindre le TARDIS tandis que Tegan est capturée à nouveau et que le Terileptil place un bracelet de commande sur elle, ainsi que sur Richard Mace. Le Terileptil explique qu'il faisait partie d'un groupe de prisonniers qui se sont enfuis et offre au Docteur de l'aider à avoir le contrôle de la Terre. Après son refus, le Terileptil tente de le tuer en obligeant Tegan à le faire entrer en contact avec des rats contaminés par une peste qui pourrait possiblement détruire l'humanité, laissant la place aux Terileptil pour s'installer sur la planète.
Le Docteur parvient à arrêter Tegan et Mace à temps et à leur enlever le collier de contrôle. Pendant ce temps, les Terileptils envoient leur androïde, déguisé en faucheuse, prendre le contrôle du TARDIS. Ils sont neutralisés par un dispositif mis en place par Nyssa. Elle et Adric parviennent à matérialiser le vaisseau spatial à l'endroit où le Docteur, Tegan et Mace sont enfermés. Ils retrouvent la trace des Terileptils à Londres et les confrontent. Au cours du combat, l'une des armes provoque un feu dans lequel les extra-terrestres se retrouvent prisonnier. Le Docteur et ses compagnons saluent Richard Mace et s'en vont pendant qu'autour de lui, démarre le grand incendie de Londres.

### Continuité
- Au début de l'épisode, les personnages parlent de ce qu'il leur est arrivé dans l'épisode précédent : Adric tente de se justifier de l'utilisation du TSS et Tegan parle de sa possession par Mara. À l'époque, les acteurs n'avaient pas encore tourné cet épisode et les événements dont ils narraient les péripéties n'avaient eu lieu que dans les scripts.
- C'est la seconde tentative du Docteur de ramener Tegan à l'exact moment où elle est partie (Logopolis) Un premier essai les avait amené au bon moment mais au mauvais endroit au début de Four to Doomsday.
- Le Docteur se disait déjà coupable du grand incendie de Londres à la fin de Pyramids of Mars. Il est aussi l'instigateur du Grand incendie de Rome par Neron dans The Romans (1965).
- Lorsque le Docteur se retrouve près à se faire décapiter, il dit « ho, non, pas encore » ce qui est une référence au cliffhanger de la troisième partie de Four to Doomsday qui se terminait de la même manière.
- Le tournevis sonique du Docteur est détruit dans cet épisode. Il s'agit du même tournevis depuis Fury from the Deep (1968) et il ne réapparaîtra pas avant le téléfilm de 1996 Le Seigneur du Temps, le producteur John Nathan-Turner trouvant qu'il s'agissait d'un moyen bien trop pratique pour le Docteur de se sortir de n'importe quelle situation.